# 제21회 미국 감독 조합상
제21회 미국 감독 조합상은 1968년 뛰어난 활동을 보인 영화 감독을 기리기 위해 1969년 2월에 열린 시상식이다. 뉴욕, Waldorf-Astoria Hotel에서 개최되었다.

## 수상 및 후보

### 감독상(영화부문)
- 겨울의 라이온 - 안소니 하비 수상